# Wang Zhizhi
Wang Zhizhi (chinesisch 王治郅 Wáng Zhìzhì, * 8. Juli 1977 in Peking) ist ein ehemaliger chinesischer Basketballspieler.

## Werdegang
Mit den Bayi Rockets gewann Wang Zhizhi 1996, 1997, 1998, 1999, 2000 und 2001 den Meistertitel in der chinesischen Liga CBA. Er wechselte in die Vereinigten Staaten zu den Dallas Mavericks und gab Anfang April 2001 seinen Einstand in der NBA. Die Texaner hatten ihn bereits beim Draftverfahren 1999 ausgewählt, aber zunächst keine Einigung mit den Bayi Rockets erzielt. Wang Zhizhi wurde der erste in der Volksrepublik China geborene Spieler in der Geschichte der nordamerikanischen Liga.
Im Oktober 2002 wechselte er innerhalb der NBA zu den Los Angeles Clippers, Anfang Dezember 2003 erhielt er einen Zweijahresvertrag von der Mannschaft Miami Heat. Er spielte bis 2005 für die Floridianer. Wang Zhizhi bestritt in der NBA insgesamt 153 Begegnungen. Seinen besten Punktedurchschnitt in einer NBA-Hauptrunde erreichte der Chinese 2001/02 mit 5,6 je Einsatz.
Nach seiner Rückkehr in sein Heimatland schloss sich Wang Zhizhi wieder den Bayi Rockets an und führte die Mannschaft 2007 zum CBA-Meistertitel. 2016 gab er das Ende seiner Spielerlaufbahn bekannt.
Wang Zhizhi wird zugeschrieben, die Position des Innenspielers im chinesischen Basketballsport grundlegend verändert zu haben, indem er im Angriff nicht ausschließlich in Korbnähe spielte, sondern auch treffsicher beim Wurf aus der Mittel- und Ferndistanz war.
2018 wurde er Cheftrainer der Bayi Rockets, 2020 zog sich die Mannschaft aus der CBA zurück.

### Nationalmannschaft
Bei der Juniorenweltmeisterschaft 1995 stand er mit 22,3 Punkten je Begegnung auf dem zweiten Platz der Korbjägerliste des Turniers.
Wang Zhizhi nahm mit der chinesischen Nationalmannschaft an vier Olympischen Sommerspielen (1996, 2000, 2008, 2012), zwei Weltmeisterschaften (2006, 2010) sowie sechs Asienmeisterschaften (1997, 1999, 2001, 2009, 2011, 2013) teil. 1999, 2001 und 2011 wurde er mit China Asienmeister. Die Goldmedaille bei den Asienspielen gewann er 1998, 2006 und 2010. 2001 errang er mit der chinesischen Auswahl die Silbermedaille bei der Sommeruniversiade.
2002 wurde Wang Zhizhi von der chinesischen Nationalmannschaft ausgeschlossen, da er sich entschieden hatte, im Sommer dieses Jahres in den Vereinigten Staaten zu bleiben, um an der NBA-Sommerliga teilzunehmen, anstatt mit der Auswahl seines Heimatlandes zu den Asienspielen zu reisen. Erst 2005 kehrte er in die Nationalmannschaft zurück.